# Heterococcus raui
Heterococcus raui är en insektsart som beskrevs av Miller 1975. Heterococcus raui ingår i släktet Heterococcus och familjen ullsköldlöss. Inga underarter finns listade i Catalogue of Life.